# Irene non ti spogliare!
Irene non ti spogliare! (Irene) è un film muto del 1926 diretto da Alfred E. Green e prodotto dalla First National Pictures. Il film, che aveva come protagonista Colleen Moore nel ruolo del titolo, fu parzialmente girato in technicolor. Tra gli altri interpreti, Lloyd Hughes, George K. Arthur, Charles Murray, Kate Price, Ida Darling, Eva Novak, Marion Aye (qui alla sua ultima apparizione cinematografica).
Commedia romantica, fu il primo adattamento cinematografico dell'omonimo musical scritto da James Montgomery, Harry Tierney, e Joseph McCarthy. La commedia musicale, interpretata da Edith Day, aveva debuttato a Broadway il 18 novembre 1919 con grande successo. L'ultima delle 675 repliche andò in scena il 18 giugno 1921. Nel 1940, venne riproposto per lo schermo un rifacimento in versione sonora: diretto da Herbert Wilcox, Irene aveva come protagonisti Anna Neagle, Ray Milland e Roland Young.

## Trama
Irene O'Dare, una malinconica ragazza irlandese, è alla ricerca di un lavoro a New York. Incontra Donald Marshall, un ricco aristocratico che la introduce in un negozio di abbigliamento dove Irene dovrebbe fare la modella. Ma il titolare, un signore che si fa chiamare Madame Lucy, quando organizza una sfilata, lascia la ragazza a guardia del negozio. Donald la trova lì: insiste allora nel farle indossare una creazione parigina e poi la porta alla sfilata. L'apparire di Irene crea una grande sensazione. Tutti i presenti sono rimasti colpiti, meno la madre di Donald, che arriccia il naso davanti a quella ragazza che lei sospetta di umili origini, tanto da incaricare un genealogista di andare alla ricerca dei suoi antenati. Quando arriva il temuto responso, Irene si rifugia sulla scala antincendio. Donald le deve correre dietro e consolarla; professando il suo amore per lei, si arrampica su una finestra e finalmente i due si abbracciano.

## Produzione
Il film fu prodotto dalla First National Pictures con un budget stimato di 1.500.000 dollari. Venne girato in bianco e nero, tranne le scene della sfilata di moda in technicolor. La lavorazione del film durò da inizio novembre 1925 a inizio gennaio 1926.

## Distribuzione
Il copyright del film, richiesto dalla First National, fu registrato il 10 febbraio 1926 con il numero LP22387.

Distribuito dalla First National Pictures, il film - presentato da John McCormick - uscì nelle sale cinematografiche degli Stati Uniti il 21 febbraio 1926. A New York, fu presentato al Mark Strand Theatre il 28 febbraio, a Los Angeles, il 5 marzo 1926 al Million Dollar Theatre.
Nello stesso anno, fu distribuito anche i Svezia (15 aprile), Danimarca (22 aprile), Finlandia (15 settembre) e Paesi Bassi (15 ottobre, presentato ad Amsterdam). Nel Regno Unito uscì il 24 gennaio 1927.
Il 9 novembre 2014, venne presentato in Irlanda nell'ambito del Cork International Film Festival.

### Conservazione
Copie complete della pellicola si trovano conservate negli archivi del George Eastman House di Rochester, in quelli della Library of Congress di Washington, del Museum Of Modern Art di New York, del BFI/National Film And Television Archive di Londra.